# سيلينة صغيرة البتلات
السيلينة صغيرة البتلات (باللاتينية: Silene micropetala) نوع نباتي يتبع جنس السيلينة من الفصيلة القرنفلية.

## الموئل والانتشار
موطنها المغرب العربي وإسبانيا والبرتغال.

## مرادفات للاسم العلمي
- (باللاتينية: Silene guedirensis Pau)
- (باللاتينية: Silene vestita Soy.-Will. & Godr.)
- (باللاتينية: Silene micropetala Lag. subsp. micropetala)